# Белокриницкая сельская община
Белокриницкая сельская община (укр. Білокриницька сільська громада) — территориальная община в Ровненском районе Ровненской области Украины.
Административный центр — село Белая Криница.
Население составляет 11526 человек. Площадь — 126,1 км².
В соответствии с распоряжением Кабинета Министров Украины от 12 июня 2020 года, в состав общины вошла территория Белокриницкого, Городищенского и Шубковского сельских советов Ровненского района.

## Населённые пункты
В состав общины входит 11 сёл:
- Белая Криница
  - Антополь
  - Глинки
- Городищенский старостинский округ:
  - Городище
  - Круглое
- Шубковский старостинский округ:
  - Горыньград Второй
  - Горыньград Первый
  - Дубы
  - Котов
  - Рысвянка
  - Шубков